# 歌川国政

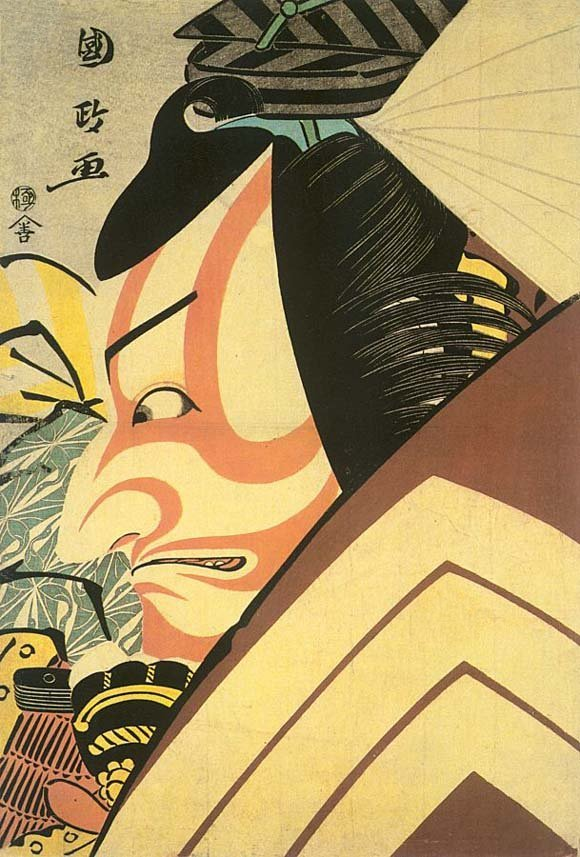
「市川鰕蔵、碓井荒太郎定光に扮しての暫」東京国立博物館、平木浮世絵美術館 UKIYO-e TOKYO、大英博物館、ボストン美術館、シカゴ美術館、ホノルル美術館が所蔵

初代 歌川 国政（しょだい うたがわ くにまさ、安永2年〈1773年〉頃 - 文化7年11月30日〈1810年12月26日〉）は、江戸時代後期の浮世絵師である。

## 来歴
名は佐藤甚助、号を一寿斎と号した。奥会津（福島県）出身。初めは紺屋の染物職人であったが、芝居を好み、役者似顔絵が巧みであったので初代歌川豊国の門下となる。豊国の最初の門人であったといわれる。寛政7年（1795年）11月の舞台から題材を取った作品でデビューしたとされるが、黄表紙『昔料理狸吸物』において国政の似顔絵に定評があったと取れる記述があることから、画業の開始は若干遡る可能性がある。芳町、堀江町、市ヶ谷左内坂上などに住む。国政は役者絵において対象を描線によって濃淡に描き分け、平面的な色の組み合わせに立体感を盛るという近代性を見せた。
活動期間は約十年。ただし、大部分の作品は、寛政8年（1796年）から寛政11年（1799年）までの足掛け4年間にかけて出版されている。師を超える才能を持つとも評されながら（増補浮世絵類考）、文化3年（1806年）ごろには引退、歌舞伎役者の面売りを営み（現存せず）、早世。残された版画作品は120点ほど。寛政11年（1799年）に描かれた師の豊国との合作の芝居絵本「俳優楽屋通」（式亭三馬編）は知られている。
国政の作画範囲は師の豊国と比べると狭く、大半が役者の錦絵で、美人画や挿絵は非常に少ない。作品の質にムラがあり、日本版画史上最高レベルの傑作がある反面、凡庸あるいは稚拙な作品も交じる。「大首絵」に残された役者の面相を美化することのみに終始しない研ぎ澄まされた感性は、他の追従を許さない鋭さが見られる。肉筆画は「美人画」を中心に、上品な描写に独自の才能を見ることができる。

## 作品

### 錦絵

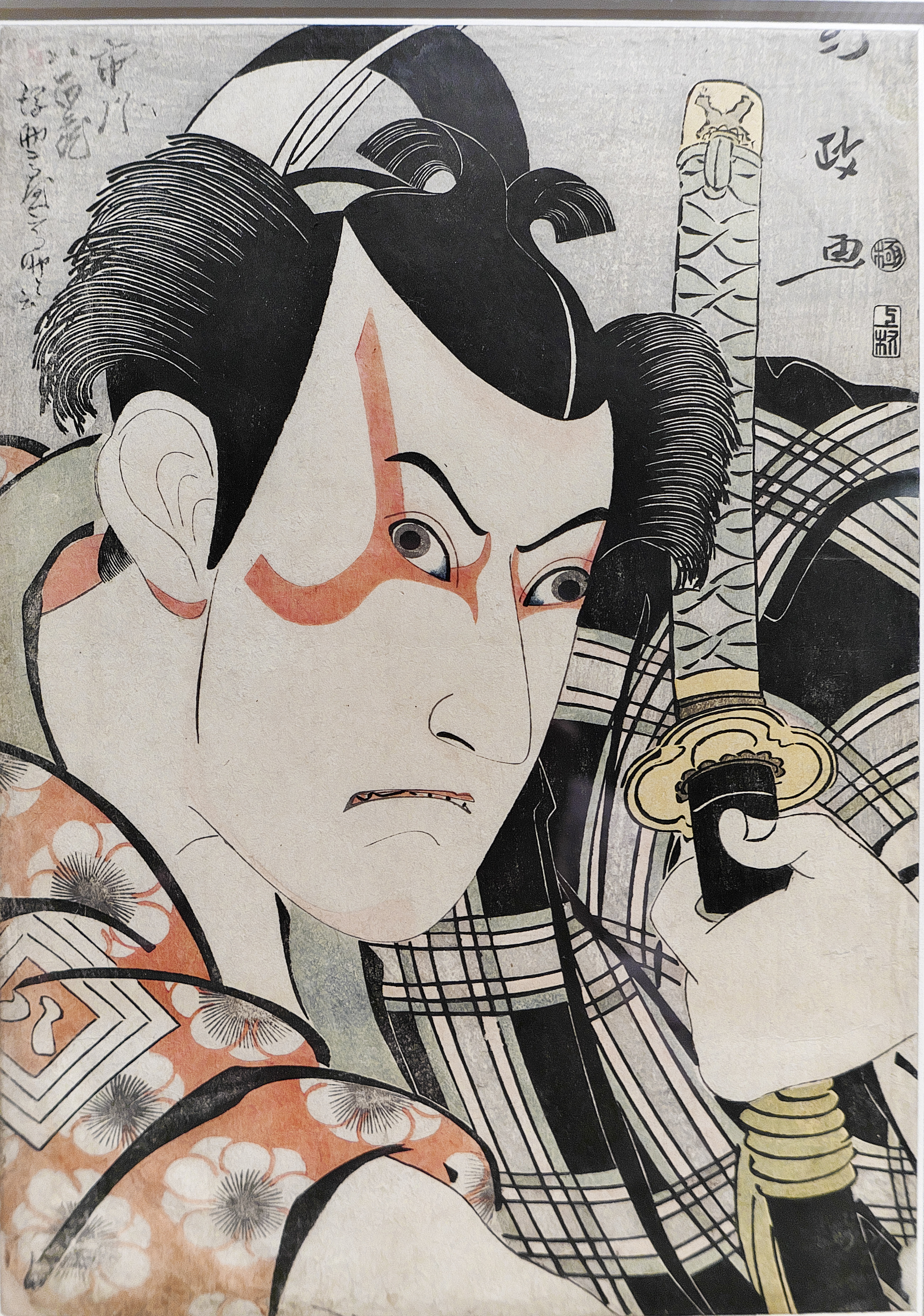
梅王丸に扮した三代目市川八百蔵

- 「市川男女蔵の長尾三郎かげかつと三代目市川八百蔵の横蔵」 大判 日本浮世絵博物館所蔵
- 「二世中村野塩の五斗兵衛女房とく女」 大判 アムステルダム国立美術館、バークコレクション、ホノルル美術館所蔵 寛政7年（1795年）11月初作のひとつ
- 「炬燵の娘と猫」 大判錦絵 東京国立博物館（重要美術品）、ボストン美術館、ベルリン東アジア美術館所蔵 寛永8年（1796年）半ば
- 「三代目市川八百蔵の梅王丸」大判三枚組の一部（他は「二世中村仲蔵の松王丸」「二世中村野塩の桜丸」）　城西大学水田美術館、アムステルダム国立美術館、ボストン美術館所蔵 寛永8年（1796年）7月
- 「六代目市川団十郎」 大判 大首絵
- 「松本米三郎」 大判 大首絵
- 「大谷徳次」 大判 七分身像
- 「三味線の糸を替える美人」 大判
- 「三世沢村宗十郎」 大判
- 「市川鰕蔵の暫」 大判 寛政8年 平木浮世絵財団所蔵 重要美術品
- 「グニャトミ（初世中山富三郎）」 大判  クリーブランド美術館所蔵

### 肉筆浮世絵
- 「隅田川舟遊図」絹本着色 東京国立博物館所蔵
- 「遊女と禿図」　紙本墨画淡彩　出光美術館所蔵　鳳翔館寒司賛
- 「松風村雨図」紙本着色　ニューオータニ美術館所蔵
- 「書斎美人図」紙本着色　ニューオータニ美術館所蔵
- 「役者大首似顔絵巻」紙本着色 1巻 日本浮世絵博物館所蔵
- 「好色十二図」 画巻12図 ミカエル・フォーニツコレクション - 春画。国政には版画の春画は無く、肉筆画も本作品しか確認されていない[1]。

### 版本
- 『廓通遊子』 寛政9年1月刊、洒落本一冊。春松亭藍江作、国政画。東京都立中央図書館、国立国会図書館所蔵
- 『俳優楽室通』 寛政11年1月刊 絵本、式亭三馬編、歌川豊国と合作。
- 『傾城買二筋道後篇廓の癖』 寛政11年1月刊、洒落本一冊。梅暮里谷峨作、国政画。
- 『白狐通』 寛政12年刊 洒落本一冊。梅暮里谷峨作、国政画。

## 初代以降の国政
- 二代目は初代歌川豊国門人で、後に二代目歌川国宗を名乗る。
- 三代目は初代歌川国貞門人で、後に四代目歌川豊国を名乗る。
- 四代目は三代目歌川豊国門人で、後に三代目歌川国貞を名乗る。
- 五代目は四代目歌川国政門人であり、長男であった。後に竹内柳蛙と号した。